# Norbert Leitner (Offizier)
Norbert Leitner (* 1963 in Schöder) ist seit 2003 Direktor der Sicherheitsakademie (SIAK) und seit 1. April 2016 Präsident der Vereinigung der Europäischen Polizeiakademien (Association of European Police Colleges – AEPC). Von 2014 bis 2016 war er deren Vizepräsident. Die Sicherheitsakademie ist die zentrale Bildungs- und Forschungseinrichtung des Bundesministeriums für Inneres mit Sitz in der Marokkanerkaserne in Wien und zwölf „Bildungszentren der Sicherheitsakademie“ (BZS).

## Werdegang
1982 legte er die Matura am Schigymnasium in Stams (Disziplin Schispringen) ab; 1983 folgte ein Grundwehrdienst beim Österreichischen Bundesheer in Zeltweg.  
1983 erfolgte sein Eintritt in die österreichische Bundesgendarmerie in Graz. 1983/1984 erhielt er eine  Grundausbildung für den Gendarmeriedienst in Graz; von 1984 bis 1988 war Leitner Gendarmeriebeamter am Gendarmerieposten Sankt Lambrecht.
1989/1990 erhielt er eine Offiziersausbildung für den Gendarmeriedienst in Mödling. 1998 war der Abschluss des Diplomstudiums für Rechtswissenschaften an der Universität Wien; 2002 der Abschluss des Doktoratsstudiums für Rechtswissenschaften an der Universität Wien (Dissertation: „Fahndung durch Sicherheitsbehörden und Sicherheitsorgane“).
Von 1991 bis 2002 war er Ausbildungsoffizier an der Gendarmeriezentralschule in Mödling. Seit 2003 ist er Direktor der Sicherheitsakademie.
Leitner war von 2014 bis 2016 Vizepräsident der „Association of European Police Colleges“ (AEPC); seit 2016 ist er Präsident der AEPC.
| Personendaten    | Personendaten                  |
| ---------------- | ------------------------------ |
| NAME             | Leitner, Norbert               |
| KURZBESCHREIBUNG | Leiter der Sicherheitsakademie |
| GEBURTSDATUM     | 1963                           |
| GEBURTSORT       | Schöder                        |